# 圣罗莎 (南里奥格兰德州)
圣罗莎是巴西南里奥格兰德州的一座城市。
1915年，圣罗莎成为欧洲移民的殖民地，主要是德国人和俄罗斯人。圣罗莎人口以德裔巴西人为主。这座城市是著名的巴西名人舒莎与克劳迪奥·塔法雷尔的出生地。该城市有圣罗莎机场。